# Haute-Corse
Haute-Corse (2B; Nederlands: Hoog-Corsica, Corsicaans: Cismonte) is een administratief Frans departement op het eiland Corsica. De prefectuur is gevestigd in Bastia.

## Geschiedenis
Het departement is ontstaan na deling van het departement Corsica op 1 januari 1976, in uitvoering van de wet van 15 mei 1975. De grenzen volgen die van het voormalige departement Golo, dat tussen 1793 en 1811 bestond.
Op 1 januari 2018 fuseerden de beide Corsicaanse departmenten met de Collectivité territoriale de Corse tot de Collectivité de Corse. Sindsdien bestaat het departement enkel als administratieve entiteit en niet langer als politiek orgaan.

## Geografie
Haute-Corse maakte deel uit van het eiland Corsica en grensde aan het departement Corse-du-Sud. Verder was het omringd door de Middellandse Zee.

## Demografie
De inwoners van Haute-Corse heten net zoals de inwoners van Corse-du-Sud Corsicanen (Corses).

### Demografische evolutie sinds 1962
| Naam        | Index 1962 | Index 1968 | Index 1975 | Index 1982 | Index 1990 | Index 1999 | Index 2008 | Index 2019 |
| ----------- | ---------- | ---------- | ---------- | ---------- | ---------- | ---------- | ---------- | ---------- |
| Haute-Corse | 100,0      | 114,4      | 123,9      | 130,1      | 130,1      | 140,1      | 160,2      | 180,0      |
| Frankrijk*  | 100,0      | 107,1      | 113,3      | 117,0      | 121,9      | 126,0      | 133,8      | 140,1      |

| Naam        | Inw./Km² 1962 | Inw./km² 1968 | Inw./km² 1975 | Inw./km² 1982 | Inw./km² 1990 | Inw./km² 1999 | Inw./km² 2008 | Inw./km² 2015 |
| ----------- | ------------- | ------------- | ------------- | ------------- | ------------- | ------------- | ------------- | ------------- |
| Haute-Corse | 21,7          | 24,8          | 26,9          | 28,2          | 28,2          | 30,3          | 34,7          | 39,0          |
| Frankrijk*  | 84,2          | 90,1          | 95,4          | 98,5          | 102,7         | 106,1         | 112,7         | 119,7         |

Frankrijk* = exclusief overzeese gebieden
Bron: Recensement Populaire INSEE - 1962 tot 1999 population sans doubles comptes, nadien Population Municipale
Op 1 januari 2022 had Haute-Corse 185.231 inwoners.

### De 10 grootste gemeenten in het departement
| #  | Gemeente             | Aantal inwoners (2022) |
| -- | -------------------- | ---------------------- |
| 1  | Bastia               | 47.459                 |
| 2  | Borgo                | 10.102                 |
| 3  | Corte                | 7.737                  |
| 4  | Biguglia             | 7.638                  |
| 5  | Lucciana             | 6.354                  |
| 6  | Furiani              | 6.308                  |
| 7  | Calvi                | 5.720                  |
| 8  | Ghisonaccia          | 4.246                  |
| 9  | Prunelli-di-Fiumorbo | 3.736                  |
| 10 | Penta-di-Casinca     | 3.523                  |

## Afbeeldingen

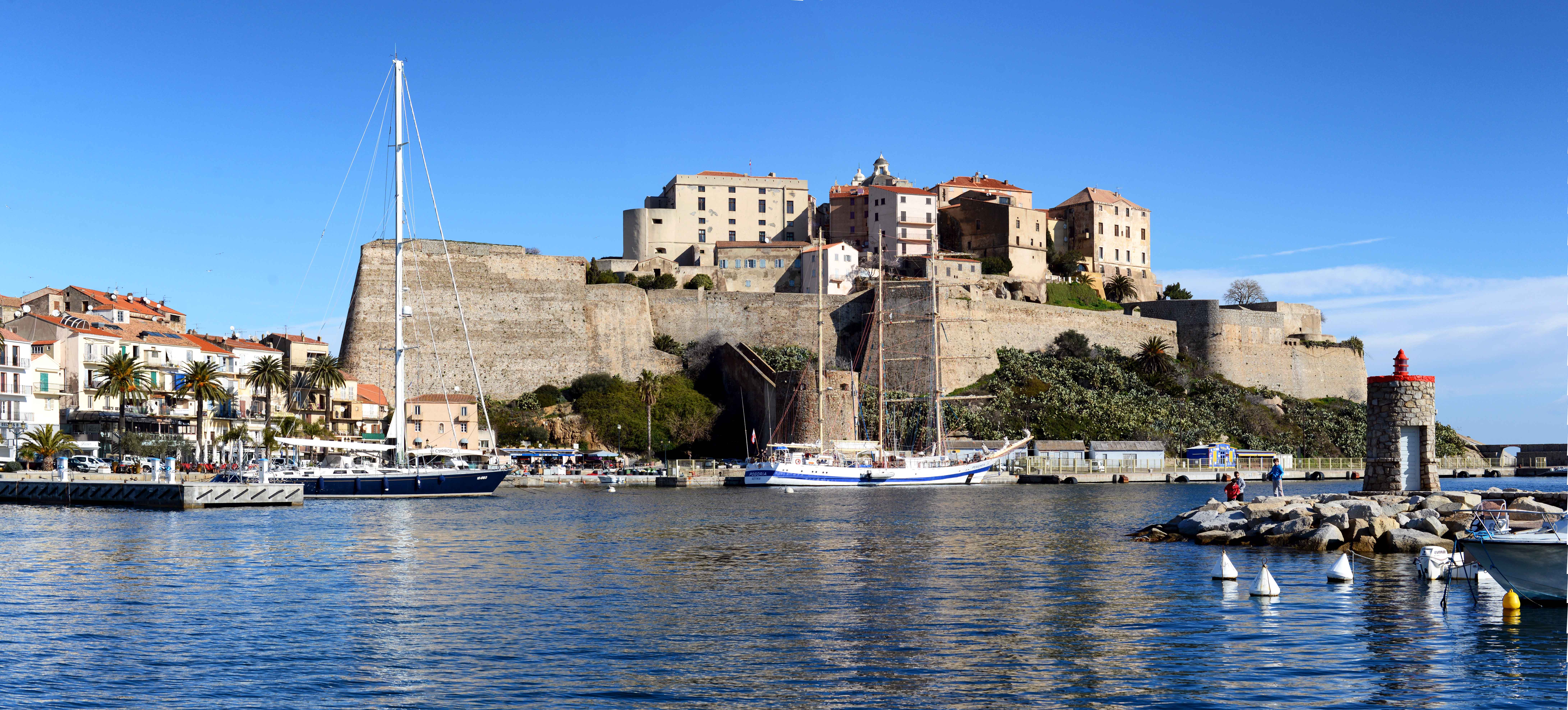
Calvi
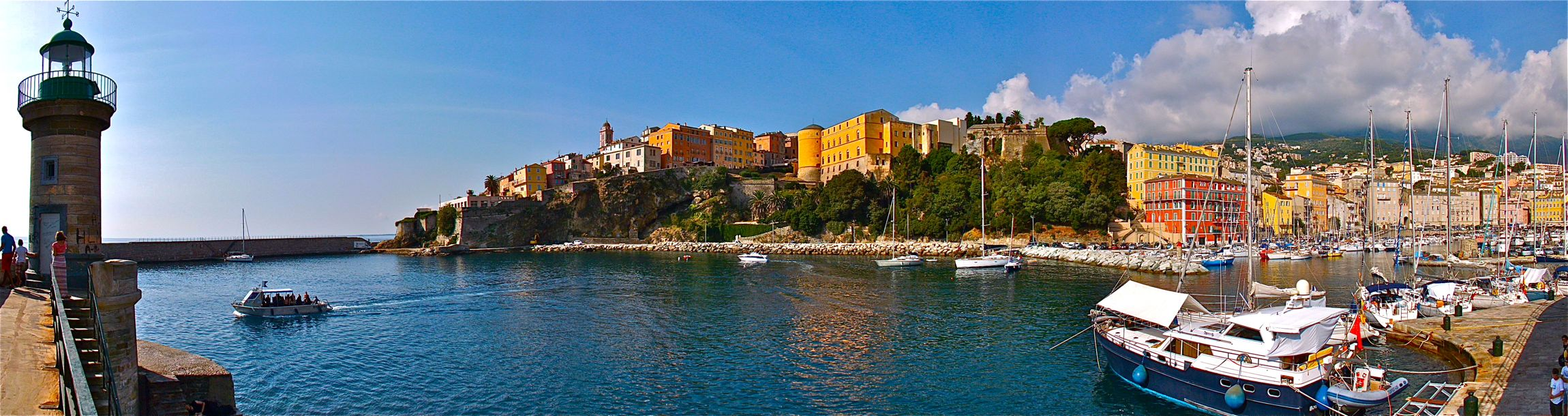
Bastia
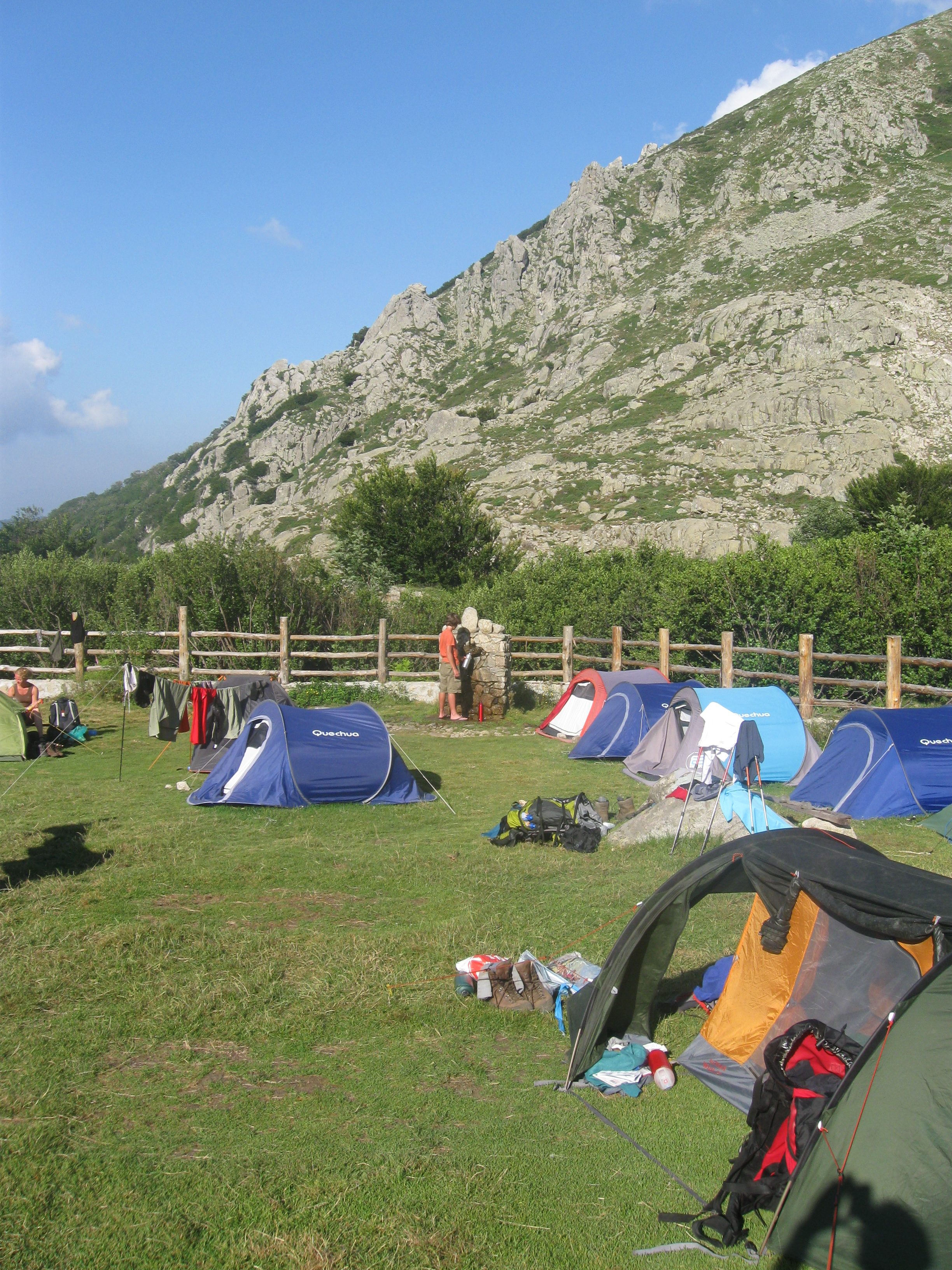
Bivakzone bij refuge op de GR20